# Max Mosley
Max Mosley (n. 13 aprilie 1940 – d. 23 mai 2021) a fost un pilot de curse auto, co-fondator al echipei de Formula 1 March și fostul președinte al Federației Internaționale a Automobilului.